# Taenaris jathrippa
Taenaris jathrippa är en fjärilsart som beskrevs av Hans Fruhstorfer 1916. Taenaris jathrippa ingår i släktet Taenaris och familjen praktfjärilar. Inga underarter finns listade i Catalogue of Life.